# GMail Drive

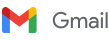
Logo de Gmail

GMail Drive es una aplicación extraoficial para Microsoft Windows basada en el uso de una cuenta de correo Gmail como unidad de almacenamiento virtual en Internet. 
Internamente realiza la operación de enviar mensajes de correo con datos adjuntos desde y hacia la cuenta de correo del usuario.  De esa manera, se consigue que esos datos adjuntos queden almacenados en la misma cuenta. Sin embargo, lo que se puede ver de la aplicación es simplemente un sistema de carpetas similar al del sistema operativo del usuario, en el que se puede hacer todas las funciones básicas: crear carpetas, copiar, pegar, arrastrar, eliminar, etc.
Esta aplicación está sujeta a las limitaciones de cualquier cuenta Gmail, es decir, la capacidad es de 10280 Mb de almacenamiento (Y va creciendo). El rango del tamaño de los archivos con los que se trabaja debe ser el mismo que el permitido para envío de archivos adjuntos (máximo de 25 Mb).  Además, existe la limitación de velocidad o algunos posibles problemas de los servidores proporcionados por Google para su sistema de correo.
Asimismo, los archivos con extensiones peligrosas para Gmail (por ejemplo archivos *.exe,*.src,*.rar y otros) deben renombrarse antes de grabarse en el disco virtual.
Al no ser oficial, esta aplicación debe actualizarse según Gmail cambia el modo de acceso a la cuenta de correo (cifrado, codificación, etc.).